# روني دانيال
روني دانيال (بالعبرية: רוני דניאל) (ولد 29 أكتوبر1947 وتوفي في 26 يوليو 2021) هو كاتب ومحلل عسكري في القناة العبرية الثانية منذ إنشائها في عام 1993.
ولد دانيال في بغداد، توفي والده عندما كان في الثانية، وفي عام 1950 في سن ثلاث سنوات هاجر إلى إسرائيل. نشأ في كيبوتس ماعوز حاييم. وانضم في أكتوبر 1965 إلى الكتيبة 906، أصيب في حرب عام 1967 على الجبهة المصرية، بشظايا، دانيال متزوج ويعيش في تل أبيب.